# Валхаузен (Виртемберг)
Валхаузен (њем. Wallhausen) општина је у њемачкој савезној држави Баден-Виртемберг. Једно је од 30 општинских средишта округа Швебиш Хал. Према процјени из 2010. у општини је живјело 3.579 становника. Посједује регионалну шифру (AGS) 8127091.

## Географски и демографски подаци
Валхаузен се налази у савезној држави Баден-Виртемберг у округу Швебиш Хал. Општина се налази на надморској висини од 469 метара. Површина општине износи 25,5 km². У самом мјесту је, према процјени из 2010. године, живјело 3.579 становника. Просјечна густина становништва износи 141 становника/km².